# Johnny Leo'o

a Compétitions nationales et continentales officielles uniquement.

Dernière mise à jour le 22 septembre 2011.
Johnny Leo'o, né le 13 octobre 1978 à Auckland, est un joueur néo-zélandais de rugby à XV qui joue au poste de troisième ligne aile. Il joue depuis 2013 avec le club du Lille Métropole Rugby. 

## Carrière
- 1999-2007 : Canterbury RFU (NPC)
- 2002-2007 : Crusaders (Super 15)
- 2007-2013 : Racing Métro 92 (Pro D2) puis (Top 14)[2]
- 2013-2014 : Lille Métropole Rugby, (Fédérale 1)

## Palmarès
- Vainqueur de la Pro D2 en 2009
- Vainqueur du Super 14 en 2005 et 2006
- Vainqueur du NPC en 2004